# Zbigniew Przesmycki
Zbigniew Przesmycki (Łódź, 1951. november 26. –) lengyel nemzetközi labdarúgó-játékvezető.

## Pályafutása

### Nemzeti játékvezetés
1989-ben lett hazája legfelső szintű labdarúgó-bajnokságának játékvezetője. Az aktív nemzeti játékvezetéstől 1997-ben vonult vissza. A lengyel százasok klubjának résztvevője. Első ligás mérkőzéseinek száma: 118.

### Nemzetközi játékvezetés
A Lengyel labdarúgó-szövetség Játékvezető Bizottsága (JB) terjesztette fel nemzetközi játékvezetőnek, a Nemzetközi Labdarúgó-szövetség (FIFA) 1991-től tartotta nyilván bírói keretében. Több nemzetek közötti válogatott és klubmérkőzést vezetett. A lengyel nemzetközi játékvezetők rangsorában, a világbajnokság-Európa-bajnokság sorrendjében többedmagával a 12. helyet foglalja el 3 találkozó szolgálatával. Az aktív nemzetközi játékvezetéstől 1997-ben búcsúzott.
| Időpont            | Helyszín                | Mérkőzés típusa            | Mérkőzés                        | Eredmény |
| ------------------ | ----------------------- | -------------------------- | ------------------------------- | -------- |
| 1996. augusztus 6. | Dynamo Stadion, Moszkva | utolsó nemzetközi mérkőzés | FK Gyinamo Moszkva–Jazz Pori FC | 1 : 1    |

#### Európa-bajnokság
Az európai-labdarúgó torna döntőjéhez vezető úton Svédországba a IX., az 1992-es labdarúgó-Európa-bajnokságra és Angliába a X., az 1996-os labdarúgó-Európa-bajnokságra az UEFA JB játékvezetőként foglalkoztatta.

##### 1992-es labdarúgó-Európa-bajnokság

###### Selejtező mérkőzés
| Időpont            | Helyszín                             | Mérkőzés típusa           | Mérkőzés              | Eredmény | Nézők száma |
| ------------------ | ------------------------------------ | ------------------------- | --------------------- | -------- | ----------- |
| 1991. december 18. | Ulrich-Haberland Stadion, Leverkusen | előselejtező (5. csoport) | Németország–Luxemburg | 4 : 0    | 26 000      |

##### 1996-os labdarúgó-Európa-bajnokság

###### Selejtező mérkőzés
| Időpont          | Helyszín                | Mérkőzés típusa           | Mérkőzés            | Eredmény | Nézők száma |
| ---------------- | ----------------------- | ------------------------- | ------------------- | -------- | ----------- |
| 1994. október 8. | Razdan Stadion, Jereván | előselejtező (2. csoport) | Örményország–Ciprus | 0 : 0    | 3 600       |
| 1995. június 7.  | Ullevaal Stadion, Oslo  | előselejtező (5. csoport) | Norvégia–Málta      | 2 : 0    | 15 180      |

#### Nemzetközi kupamérkőzések

##### UEFA-kupa
| Időpont              | Helyszín                         | Mérkőzés típusa            | Mérkőzés                      | Eredmény |
| -------------------- | -------------------------------- | -------------------------- | ----------------------------- | -------- |
| 1991. szeptember 18. | Mercedes-Benz Stadion, Stuttgart | első forduló (1. mérkőzés) | VfB Stuttgart–Pécsi Mecsek FC | 4 : 1    |

## Magyar vonatkozás
| Időpont         | Helyszín                 | Mérkőzés típusa              | Mérkőzés             | Asszisztensek                      | Eredmény | Nézők száma |
| --------------- | ------------------------ | ---------------------------- | -------------------- | ---------------------------------- | -------- | ----------- |
| 1994. június 8. | Heysel Stadion, Brüsszel | felkészülési (688. mérkőzés) | Belgium–Magyarország | Zbigniew Urbańczyk/Krzysztof Perek | 3 : 1    | 16 000      |